# Philaenus bimaculatus
Philaenus bimaculatus är en insektsart som först beskrevs av Von Schrank 1801.  Philaenus bimaculatus ingår i släktet Philaenus och familjen spottstritar. Inga underarter finns listade i Catalogue of Life.